# Bistum Dorpat

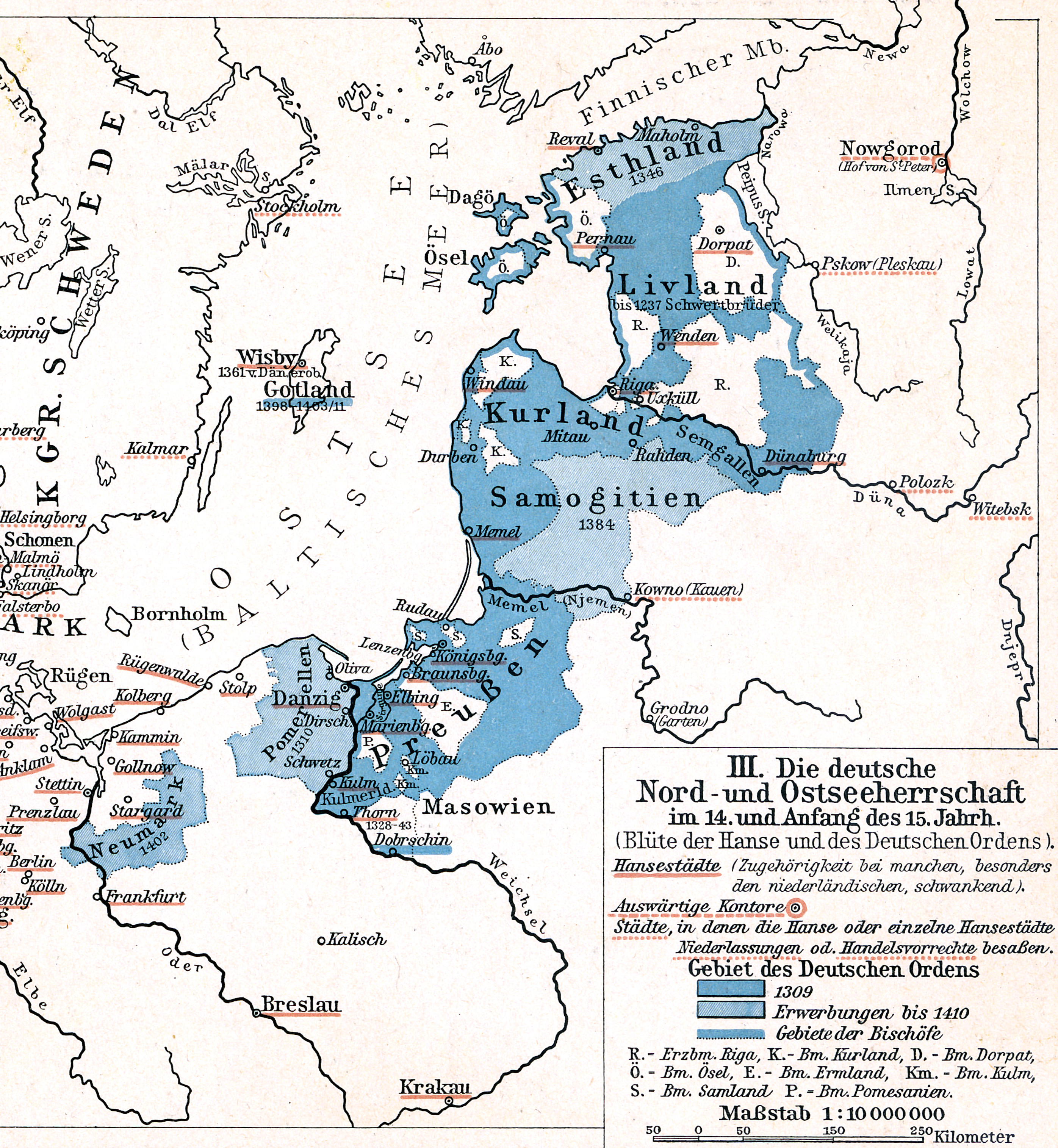
Lage des Bistums im Deutschordensland

Das Bistum Dorpat war eines der drei mittelalterlichen Bistümer in Estland.

## Geschichte
Im Jahr 1211 setzte der Bischof von Riga, Albert von Buxthoeven, den Zisterzienser Theoderich von Treyden als (Missions-)Bischof für Estland ein. Seinen vorgesehenen Bischofssitz Leal (Lihula) konnte dieser nicht beziehen, da er nicht dauerhaft in christlicher Hand war. Schließlich bat Theoderich den dänischen König Waldemar II. um Hilfe und nahm an dessen Kriegszug 1219 teil, kam aber schon bei der ersten Schlacht um. Waldemar gründete nach erfolgreicher Eroberung des nördlichen Estlands dort das dem Erzbistum Lund unterstellte Bistum Reval.
Schließlich unterwarf der Schwertbrüderorden das südliche Estland mit dem Ort Tharbatas. Dieser wurde zur Stadt Dorpat und Sitz des bis dahin Leal genannten Bistums, dessen Zuständigkeit sich nun auf das südliche Estland beschränkte. Als Bischof setzte Albert Buxthoeven seinen Verwandten Hermann I. von Buxthoeven ein.
Das Bistum Dorpat war zunächst dem Erzbistum Bremen, ab 1255 jedoch dem Erzbistum Riga unterstellt. Von König Heinrich VII. wurde der Bischof schon 1225 mit einem Teil des Diözesangebietes als geistlichem Territorium belehnt und zum Reichsfürsten erhoben; er war damit Fürstbischof. 
Nach der Einführung der Reformation 1525 und der Verschleppung des letzten Bischofs 1558 nach Russland erlosch das Bistum. 
Das Gebiet fiel 1561 an Polen und 1629 an Schweden. 1721 kam es nach dem Frieden von Nystad an Russland.